# ایندیان اسپرینگز (نوادا)
ایندیان اسپرینگز، نوادا (به انگلیسی: Indian Springs, Nevada) یک سکونتگاه مسکونی در ایالات متحده آمریکا است که در نوادا واقع شده‌است.

## خصوصیات
ایندیان اسپرینگز ۴۶٫۶ کیلومترمربع مساحت و ۹۹۱ نفر جمعیت دارد و ۹۶۶ متر بالاتر از سطح دریا واقع شده‌است.